# Heaven Eleven FC
Der Heaven Eleven Football Club ist ein liberianischer Fußballverein. Beheimatet ist der Verein in Yekepa im Nimba County. Aktuell spielt der Klub in der ersten Liga des Landes, der First Division.

## Stadion
Der Verein trägt seine Heimspiele im Antoinette Tubman Stadium in Monrovia aus. Das Stadion hat ein Fassungsvermögen von 10.000 Personen. Eigentümer der Sportanlage ist die Liberia Football Association.